# Castello di Ghedi
Il castello di Ghedi, inizialmente costituito da una cinta muraria sorta intorno al primitivo abitato di Ghedi, è stato edificato in piena età altomedievale benché se ne ignori la data precisa di costruzione. È stato inoltre rimaneggiato più volte nel corso dei secoli, anche in virtù dei numerosi assedi subiti e dei nuovi armamenti bellici implementati dagli eserciti rivali.

## Storia

### La formazione del borgo fortificato
In assenza di documenti storici che possano riportare la datazione di una prima edificazione, e lo sviluppo del primitivo recinto murario, la sua costruzione viene convenzionalmente circoscritta attorno al XII-XIII secolo: è infatti in questo periodo che il comune di Ghedi, riconosciuto in quanto Communitas, e quindi non più come un piccolo insieme di individui, cominciò ad assumere importanza nello scacchiere del territorio bresciano. L'organizzazione giuridica, economico-amministrativa e politica del centro abitato andò sempre più consolidandosi, tant'è che dall'opera dell'archivista ghedese Angelo Maria Franchi, gli Annali, vengono annotati diversi acquisti di case, terreni, diritti sulle acque ed ampi appezzamenti di campi coltivabili. Essendo dunque il centro abitato di Ghedi in piena crescita, si configurava come inevitabile lo scontro tra il neonato comune e l'influente abbazia di Leno, circa la gestione di alcune terre demaniali; la querelle, infine, si risolse amichevolmente nel 1366 anche grazie all'attività mediatrice del nobile bresciano Giovanni Chizzola.
Parallelamente a questa ascesa del borgo medievale, anche la cinta muraria dovette certamente crescere in importanza: si può sicuramente affermare che il castello nel 1319 fosse munito e collaudato da diverso tempo. Fu proprio la sua funzione attiva di fortezza e la sua posizione, strategicamente favorevole, ad attirare l'attenzione della città di Brescia, che in un'ottica di consolidamento delle sue influenze nel territorio cercò di sottomettere anche la città di Ghedi. I più piccoli comuni rurali, del resto, assicuravano alle città madri un rifornimento di manodopera per la costruzione di edifici cittadini, per il completamento di opere pubbliche, la riscossione di imposte e tasse, così come per la fornitura di uomini d'arme per il proprio esercito. Non c'è quindi da sorprendersi se nel 1302 un piccolo contingente armato, offerto da Ghedi, aiutò il capoluogo bresciano a sedare alcune rivolte nella Val Camonica, così come, se nel 1310, fu messo a disposizione di Brescia un manipolo di soldati per resistere all'assedio dell'imperatore Arrigo VII.
Nonostante il rapporto di subordinazione da parte di Ghedi nei confronti della città gli atti di ribellione certamente non mancarono: nel 1306, infatti, il signore-vescovo di Brescia Berardo Maggi impose al comune il pagamento di un'ammenda di dieci mila libre, essendo reo d'avere offerto riparo a Tebaldo Brusato ed ai suoi sottoposti; fu forse per il mancato pagamento dell'ingente multa che nel 1307 i bresciani assaltarono il castello ghedese, che nel frattempo si era rivolto alla città di Cremona in cerca di protezione, e le cui truppe si erano asserragliate nella struttura militare. Nonostante ciò la loro sconfitta giunse in tempo breve ed il capoluogo bresciano impose una multa ancora più aspra, questa volta di ventimila lire bresciane. La volontà di Brescia di mantenere Ghedi sotto il proprio dominio è dunque evidente, e, se per gli altri comuni rurali della Bassa Bresciana le ragioni erano puramente di natura economica e territoriale, il ghedese costituisce appunto un caso a parte: vista infatti la presenza del castello, che costituiva un potenziale avamposto per le truppe bresciane, Ghedi si configurava come un paese particolarmente appetibile. Lo testimonia un episodio del 1319 narrato dell'abate Zamboni, che così riporta:
(B. Zamboni, Relazione del solenne ingresso del Reverendissimo Signor Arciprete e Vicario Foraneo don Giuseppe Tedoldi, fatto in Ghedi il dì 13 maggio 1770, pag. XV)
Sempre riportato dal Zamboni nella sua opera, nel gennaio 1320 si verificò un altro episodio di rappresaglia nei confronti della città Madre, Brescia, che tuttavia era determinata a non perdere l'egemonia sul comune ghedese:
(B.Zamboni, ibidem)

### Lo sviluppo del castello

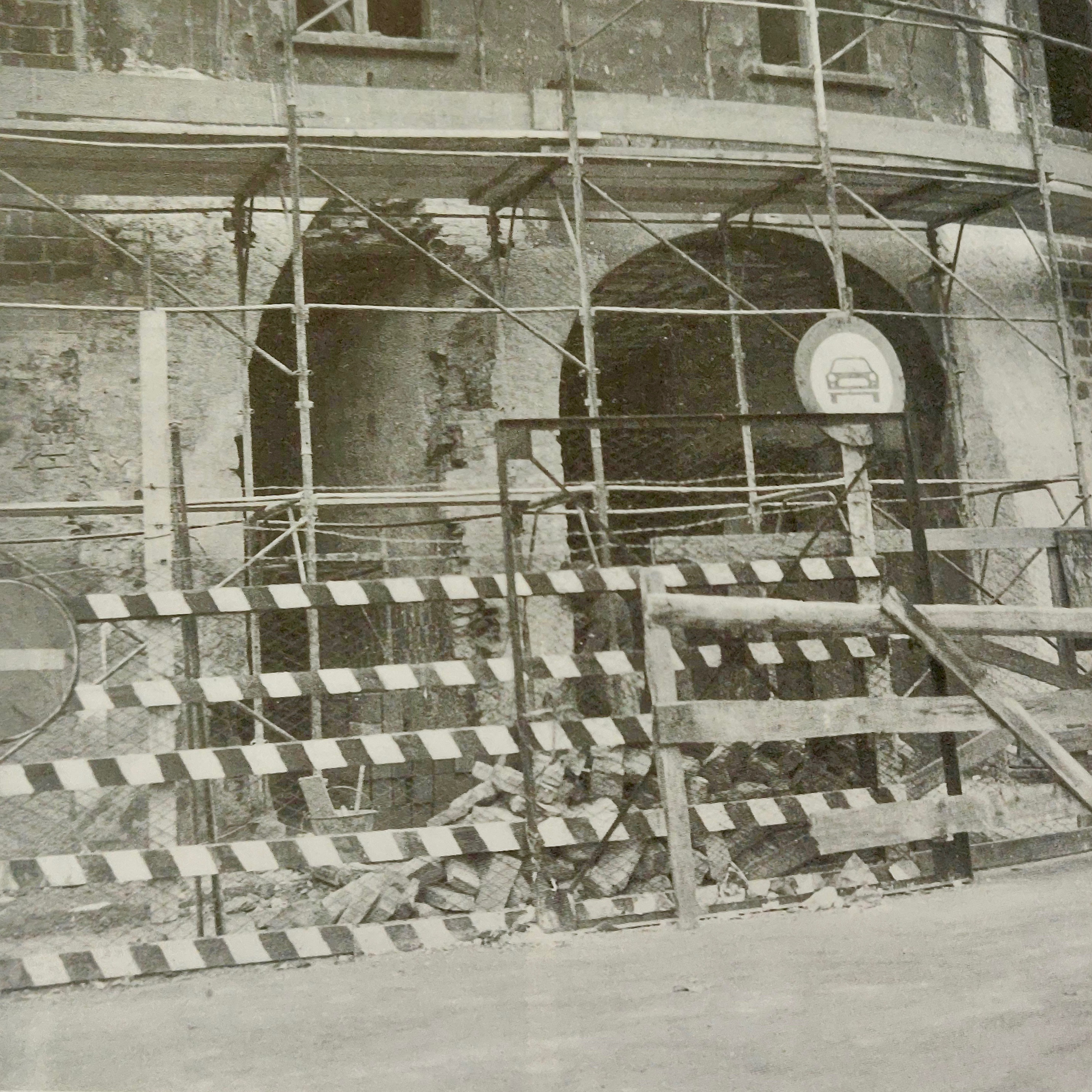
L'ingresso meridionale del castello di Ghedi, annesso all'edificio del municipio, riapparso nella sua grandezza originaria durante i restauri del 1981

La cinta muraria, nella sua prima edificazione assai modesta, nel corso del XIV secolo dovette essere sicuramente ben diversa e molto più simile ad un vero e proprio castello cinto da possenti mura; i fossati, già sicuramente esistenti nel primo Trecento, furono in seguito ampliati e resi più ostici al passaggio: nel corso di tutto il secolo, come già evidenziato, il comune di Ghedi ebbe modo di svilupparsi e crescere di prestigio sia economicamente che militarmente, sia anche da un punto di vista prettamente demografico. Sorsero dunque i primi abitati al di fuori delle mura, e con essi anche i tradizionali quattro borghi, le cosiddette "quadre", di cui oggi si ricorda solo il nome: 
- Bassina, situata a sud del castello;
- Borgo Gazzolo, anche chiamato Contrada Palazzo (probabilmente in seguito alla costruzione di palazzo Orsini), che arrivava fino al fossato ovest del castello;
- Borgonuovo, così chiamato forse perché sorto per ultimo (veniva anche chiamato Borgo della Serriola della Fossa o Borgo di S. Lucia, per la presenza di una chiesa intitolata a santa Lucia) nella parte nord delle mura;
- Malborgo o via di Montechiaro, che si estendeva ad est. Come già evidenziato, il comune di Ghedi fu coinvolto, nel corso del XIV secolo, in numerosi e sanguinolenti scontri tra le schiere dei guelfi e dei ghibellini, quindi rispettivamente dei Visconti e degli Scaligeri; proprio a causa di queste guerre svoltesi nell'arco di breve tempo il castello e le sue mura subirono diversi assedi e furono quindi distrutti più volte. Uno dei tanti eventi viene riportato ancora una volta dall'abate Zamboni:

(B. Zamboni, ibidem)

### Una storia di guerre
La vocazione militare del comune ghedese restò dunque centrale nelle dinamiche della comunità, tanto che nel 1436 questa fu esonerata, dal capitano generale della Serenissima e marchese di Mantova Francesco Gonzaga, a non pagare contribuzioni straordinarie, sicché già il paese ebbe modo di offrire alloggio a più di 300 cavalli dell'esercito e che le mura del borgo necessitavano di una ricostruzione ex novo; sappiamo inoltre dal Diario di Pandolfo Nassino, cittadino di Brescia e Vicario di Ghedi, che l'8 aprile 1437:"fo messa la prima preda del fabricar del castello de gedi". Tra l'altro il Nassino ebbe modo di annotare delle iscrizioni che formavano una "memoria notata et scripta sotto la logetta che è nella parte de sera alla piazza de gedi a mezzo dì alla porta del castello", riportato a sua volta nel 1666 dal notaio ghedese Mamentino: "1437 - La terra di Ghedi trovandosi assai populata, e doviziosa fece fabbricar il castello nel mezzo d'essa Terra con le sue fosse e terrapieni molto bello, essendo Doge di Venezia Pietro Candiano".
Nel 1438, tuttavia, le mura non dovettero essere affatto pronte quando le truppe viscontee, al soldo di Niccolò Piccinino, ebbero ragione su quelle venete del Gattamelata, conquistando di riflesso anche Ghedi; il paese tornerà in mano veneziana dopo poco tempo, nel 1440, grazie all'allora capitano generale della Repubblica, il condottiero Francesco Sforza. In virtù dei danni ingenti che il castello dovette subire il 16 giugno 1438 "si accordano a Ghedi lire 200 imperiali all'anno per quattro anni e le esenzioni per altri quattro anni dalla contribuzione per le fortezze del Bresciano dovendo provvedere al proprio castello": era infatti nell'interesse stesso della Serenissima tutelare il comune di Ghedi e la delicata posizione che esso ricopriva, essendo esso un importante avamposto e punto di snodo cruciale nello scacchiere del territorio lombardo.
È proprio sotto la repubblica di Venezia che Ghedi assume un ruolo di estrema importanza negli eventi bellici dell'epoca, anche in virtù di un sempre crescente impegno veneziano nel tutelare il suo fronte occidentale minacciato soprattutto dal ducato di Milano: è infatti memorabile un episodio narrato dallo storico bresciano Cristoforo da Soldo, ossia l'assedio intentato ai danni di Ghedi tra il 29 giugno ed il 6 luglio 1453 nella cosiddetta battaglia di Ghedi; lo stesso Francesco Sforza, divenuto duca di Milano, aveva infatti stretto un'alleanza con il Marchese di Mantova e mirava ad espandere i propri possedimenti, in linea con la precedente politica viscontea. Il castello fu dunque assediato ed aggredito in un punto debole, una bastia (che la repubblica veneta aveva fatto colmare sapendolo essere una possibile breccia, ma evidentemente senza efficacia), ed in seguito furono allineate le bombarde: le mura furono continuamente colpite da potenti colpi di proiettili, in totale 295, per un totale di cinque giorni; i ghedesi, infine, chiesero un giorno di tregua per meditare sul da farsi. Si arresero dunque solo a condizione che avessero salva la vita e che i loro beni rimanessero intatti. La testimonianza di Cristoforo da Soldo in merito a tale evento è dunque una fonte importante a cui fare riferimento:
Ritornando al fatto del Conte Francesco, el bombarda la terra de Gaido per fin adì 5 luio. In quello giorno veneno a parlamento e tolseno termino uno zorno, che fu adì 6 luio detto, com patto che 'l fosse salve le robbe e le persone. E cossì lo fornì adì ditto a hore 22. Lo campo di la Signoria, che erano più zente che 'l suo et erano a Porzano, mai non lo volse seccorrer digando che la Signoria di Venecia non voleva mettere lo suo stato a bandone per Gaido. Fornito ch'el l'hebbe, lo fece fortificare, e fece spianare parte de la Circa li haveva fatto fare circum la Signoria; et etiam fece fortificare la torre de Montirone chi è sopra de Gaido doa millia, e li fece fare una bastita molto forta.»
(La Cronaca di Cristoforo da Soldo, in Rerum Italicarum scriptores, Bologna, 1938, tomo XXII, parte III, pagg. 120-121)
È dunque grazie a questi nuovi lavori di munizione che il castello assunse probabilmente l'aspetto definitivo di una vera e propria fortezza, anche in virtù della volontà stessa dei Ghedesi di renderlo il più imponente e consistente possibile. Furono proprio gli abitanti del borgo, nel 1463, a chiedere un'esenzione fiscale dei dazi alla Serenissima, con la finalità di potenziare la capacità difensiva della struttura; l'anno successivo, infatti, il comune acquistò terra dalle Contrade Piazza e Gazzolo per ampliare la fossa e la strada del castello. Benché l'edificio militare nel corso del Quattrocento fosse stato migliorato e reso più ostico all'assedio, a poco ciò servì durante la rovinosa campagna militare della Guerra di Ferrara, combattuta tra la Serenissima e la Lega formata da Ludovico il Moro, da Lorenzo de' Medici, dai papalini di Papa Sisto IV e da Ferdinando d'Aragona, tutti intervenuti a difesa del marchese di Ferrara Ercole I d'Este. Il cronista Jacopo Melga riporta nelle sue cronache questo scontro che scosse certamente tutto il territorio del bresciano, specialmente per la veemenza e l'impeto dell'attacco condotto. Il duca di Calabria Alfonso d'Aragona, il giorno 21 agosto 1483:
(J. Melga, Cronaca, in Cronache Bresciane inedite, vol. I, Brescia, 1925, pagg. 60-61)

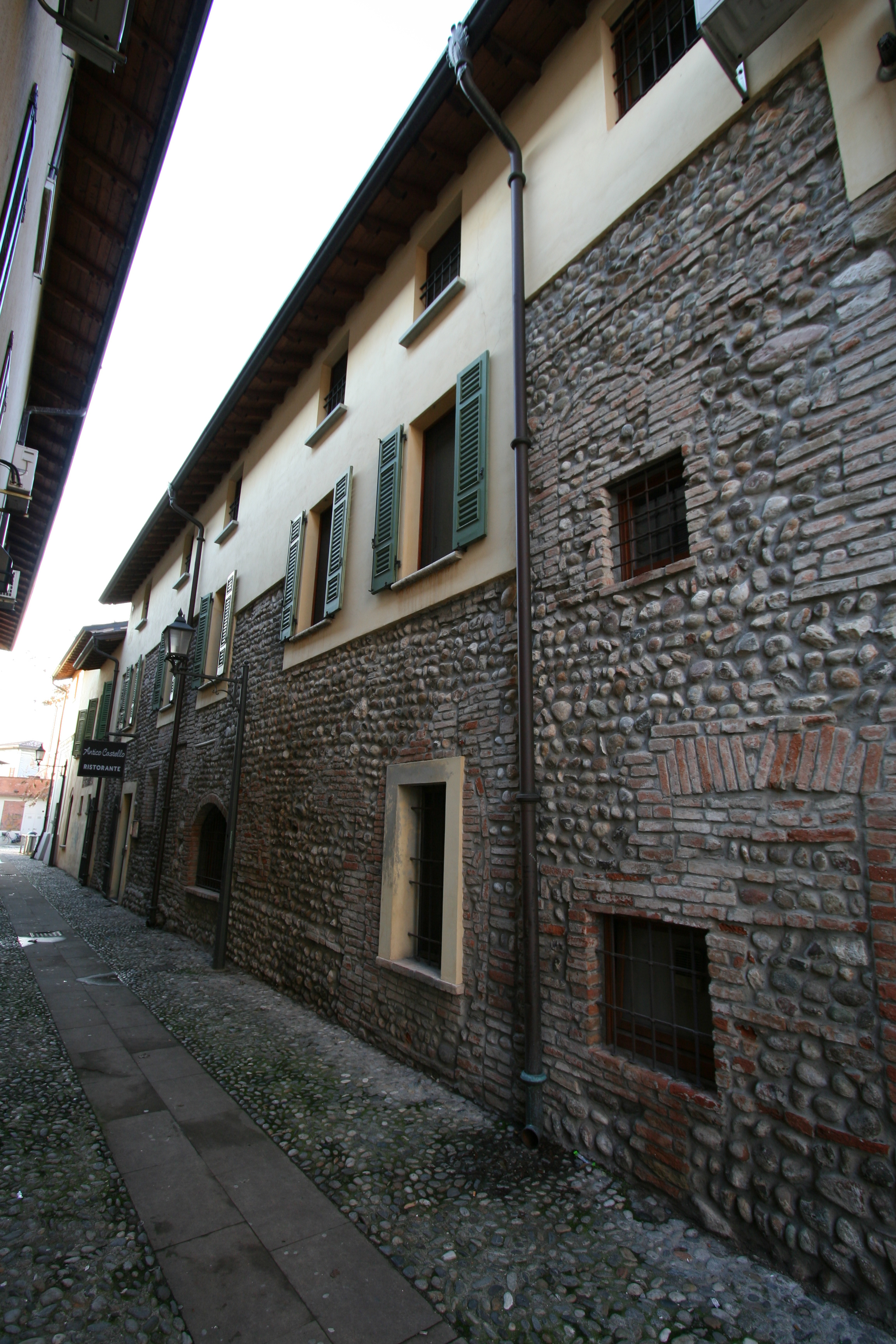
Uno scorcio di via Castello, nel centro storico di Ghedi

Il Melga stesso non perse occasione per elogiare il valore dei ghedesi e per tornare sulla cruenza dell'evento, riportando che:
(J. Melga, cit., pag.65)
Il borgo ghedese godette quindi sotto il dominio veneziano di un ruolo di primo piano sia nella politica di espansione territoriale sia in quella difensiva: negli anni vi passarono infatti Guidobaldo da Montefeltro, duca di Urbino ed anche Sforza Pallavicino, oltre che Niccolò Orsini, conte di Pitigliano e di Nola, che addirittura vi stabilì la propria dimora, palazzo Orsini, a partire dalla sua nomina di capitano generale della Serenissima nel 1495. Essendogli stati concessi ampi feudi nelle terre di Asola, Malpaga, Montirone e Leno, l'Orsini tenne soprattutto nel ghedese le mostre annuali delle sue truppe: volendo dimostrare l'ordine ed il buono stato dei soldati vi svolse infatti una mostra già il 31 giugno 1496; nel 1503, per esempio, esse si tennero a Soresina, Martinengo, Lovadino Ravenna e Mestre (oltre che Ghedi, ovviamente), come riportato da Marin Sanudo nei suoi Diari.
Tuttavia la sconfitta veneziana nella battaglia di Agnadello, nel 1509, ridimensionò le ambizioni che il comune ebbe sino a quel momento: gli eventi della lega di Cambrai portarono infatti al definitivo declino del castello ghedese, sino ad allora punto di snodo cruciale nelle dinamiche militari della Serenissima; un evento che descrive la parabola discendente sia della città di Ghedi che della Repubblica, è narrato nelle Storia d'Italia dal Guicciardini, la morte di Bartolomeo d'Alviano entro le mura del borgo:
(Francesco Guicciardini, Storia d'Italia, Libro XII, Cap. 17)
Ancora, nel 1529 i lanzichenecchi discesero in Italia ed assediarono anche il borgo fortificato, che invano oppose una di per sé inutile resistenza: il castello fu infatti saccheggiato e dato alle fiamme.

### La topografia del castello e del borgo

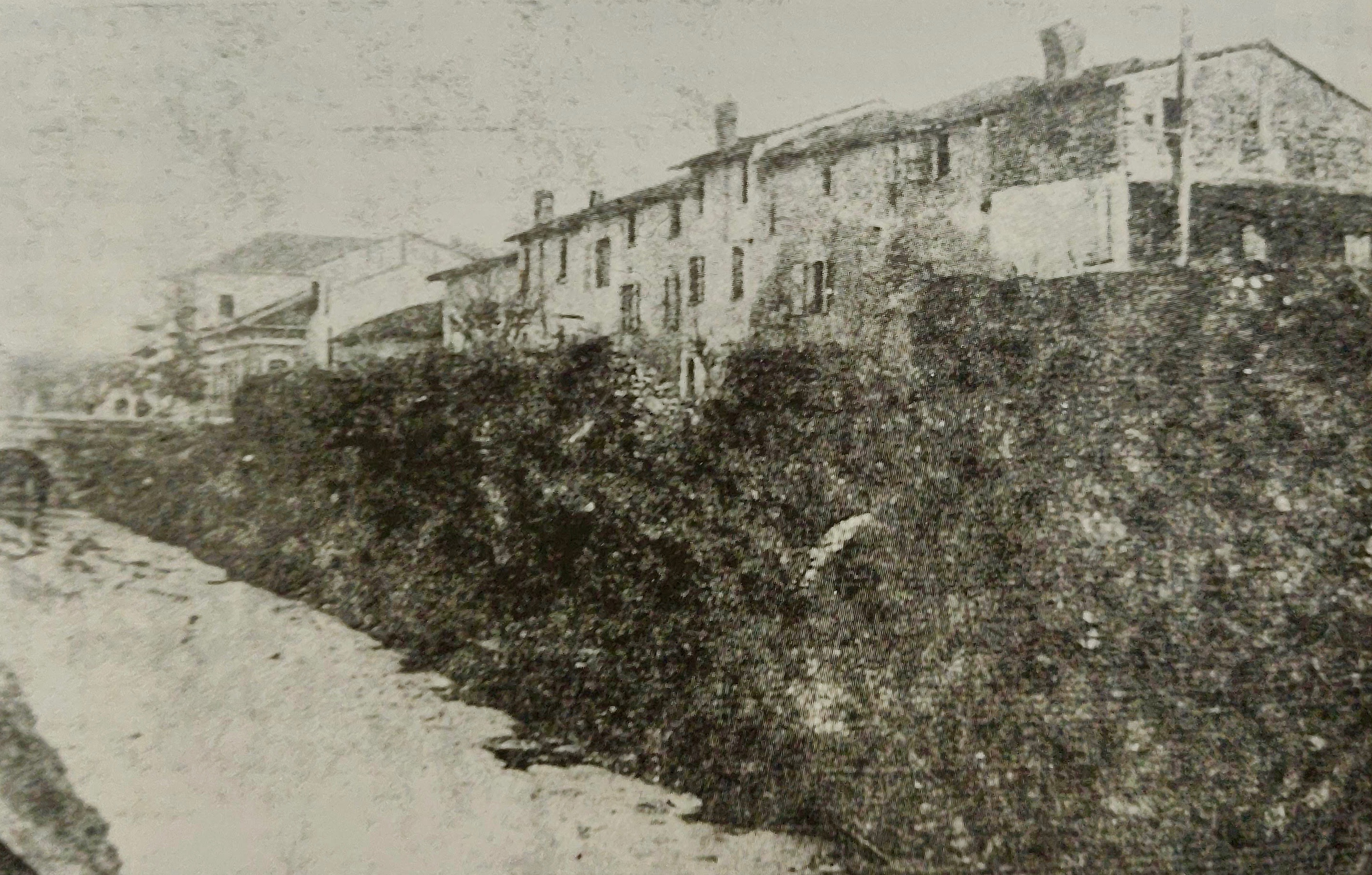
Una delle ultime foto che ritraggono il fossato a settentrione delle mura, poi colmato ad inizi '900 per la costruzione delle nuove scuole elementari

Il podestà Giovanni Da Lezze stilò, il 27 dicembre 1610, di ritorno da una spedizione nel bresciano per conto della Serenissima, un dettagliato rapporto e minuziosa descrizione del castello stesso al senato veneto, utile a comprendere quindi la sua planimetria e funzione di allora. Tali sono le sue parole:
Vi è dentro la casa del Commune assai commoda, et dove sogliono alloggiar gli Illustrissimi Signori Capitanij.
Vi è anco dentro la chiesa intitolata l'Assontione della Madona, parochial Arciprete, et due Curati con entrada all'Arciprete de scudi cento in circa et è ius patronatus della Communità, et li dui curati lire 200 pianete per uno.
Uno è pagato dall'Arciprete, l'altro dal detto Commun.
Fuoghi (famiglie) nella terra fuori del Castello n° 500 in circa. Anime 3500 delli quali 800 et più in circa sono da fattone, il resto vecchi, donne, et putti [...].»
(G. Da Lezze, Il Catastico Bresciano, ed. a c. di C. Boselli, Brescia, 1973, pagg. 555-557)
La funzione delle mura era stata dunque ridimensionata rispetto per esempio ad un secolo prima, vista l'indiscussa potenza devastatrice delle armi da fuoco contro cui a poco servivano le modeste cinta murarie. È in quest'ottica che, vista la non più rilevante funzione di roccaforte, si ammodernarono i locali del castello e del palazzo comunale, rendendoli quantomeno più comodi ed usufruibili per mansioni sia civili che amministrative.

### La modifica urbanistica della piazza

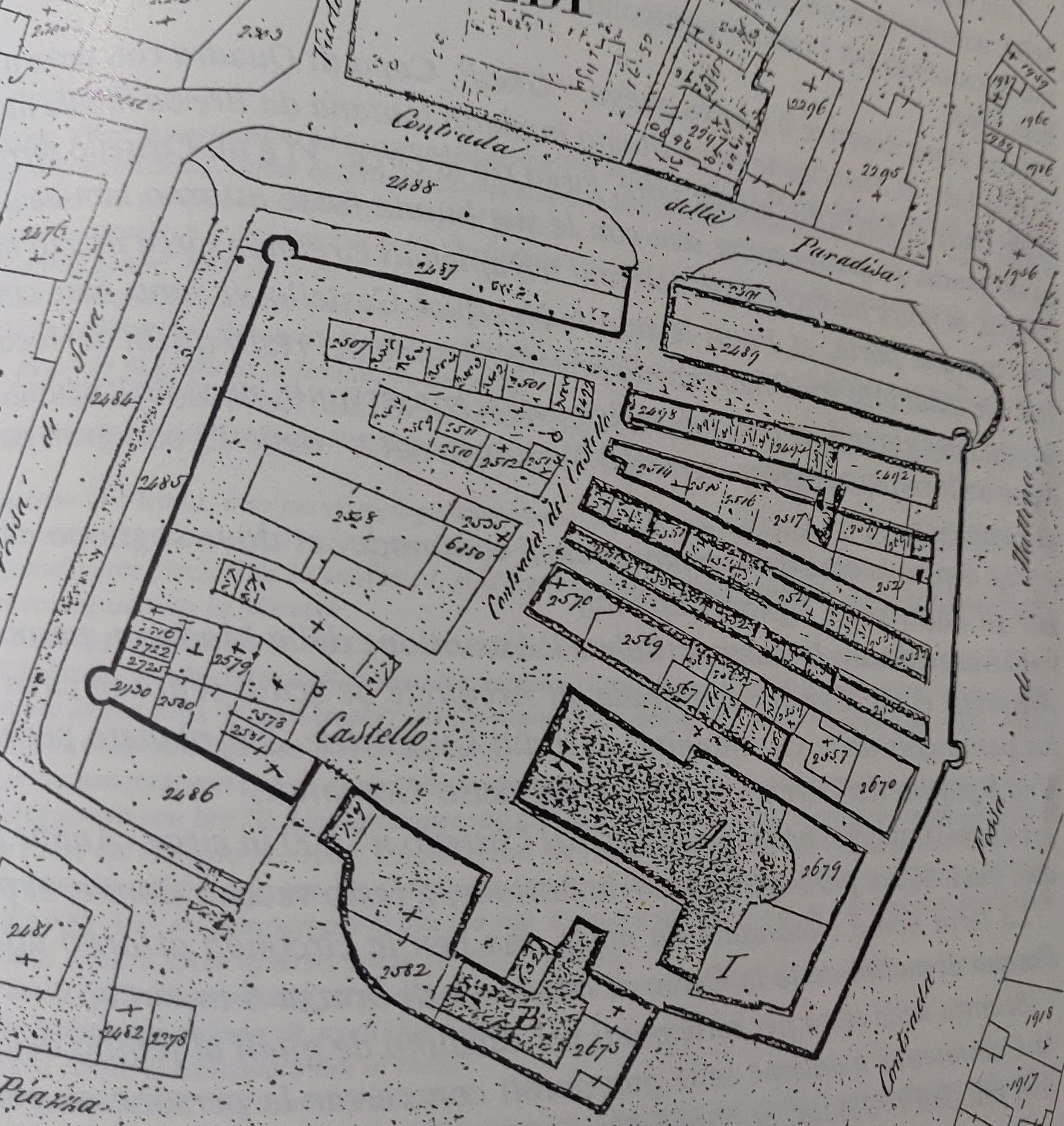
Il Catasto Austriaco stilato nel 1852 mostra come i progetti urbanistici del paese fossero tesi all'abbattimento del borgo

Dal catasto austriaco compilato nel 1852 si evince come il fossato del lato orientale fosse stato colmato, così come buona parte di quello del lato meridionale: le mura furono quindi abbattute e con esse anche due torri, colmando l'area delle stesse e dei fossi per ampliare la piazza di forma rettangolare, seppur non resti una data precisa che indica quando furono intrapresi tali provvedimenti architettonici; senza dubbio la contrada piazza poté guadagnarne in spazio, visto che le mura con annesso il fossato occupavano all'incirca una quindicina di metri, vale a dire un ampio spazio dell'attuale piazza Roma. Il secondo ampliamento della piazza, che fu eseguito dopo aver colmato la fossa delle mura, fu invece effettuato sicuramente nel 1874: nella nuova piazza giardino, abbattuto l'antico cimitero a mezzogiorno della chiesa e colmato parte del fossato settentrionale, si svolgeva abitualmente il mercato del giovedì; nel 1924 fu tra l'altro collocata una statua di Bernardino Boifava, a ricordo dei caduti della prima guerra mondiale.
La mappa catastale del 1895 del regno d'Italia offre un ulteriore prospetto del piano urbanistico della piazza: oltre ai provvedimenti già presi fino a quel momento, infatti, l'Amministrazione progettava la costruzione di un plesso di scuole elementari e di un asilo nido, con la conseguente eliminazione delle baracche ormai fatiscenti di epoca medievale. L'architetto Luigi Arcioni, allora già impegnato nei restauri della parrocchiale, si occupò di progettare l'edificio delle nuove elementari e che venne approvato, dopo alcune modifiche, in data 20 luglio 1891; terminata la costruzione in poco più d'un anno, nel 1893, l'inaugurazione vide la presenza di funzionari di comuni limitrofi ed anche del capoluogo, Brescia.

### Il palazzo comunale

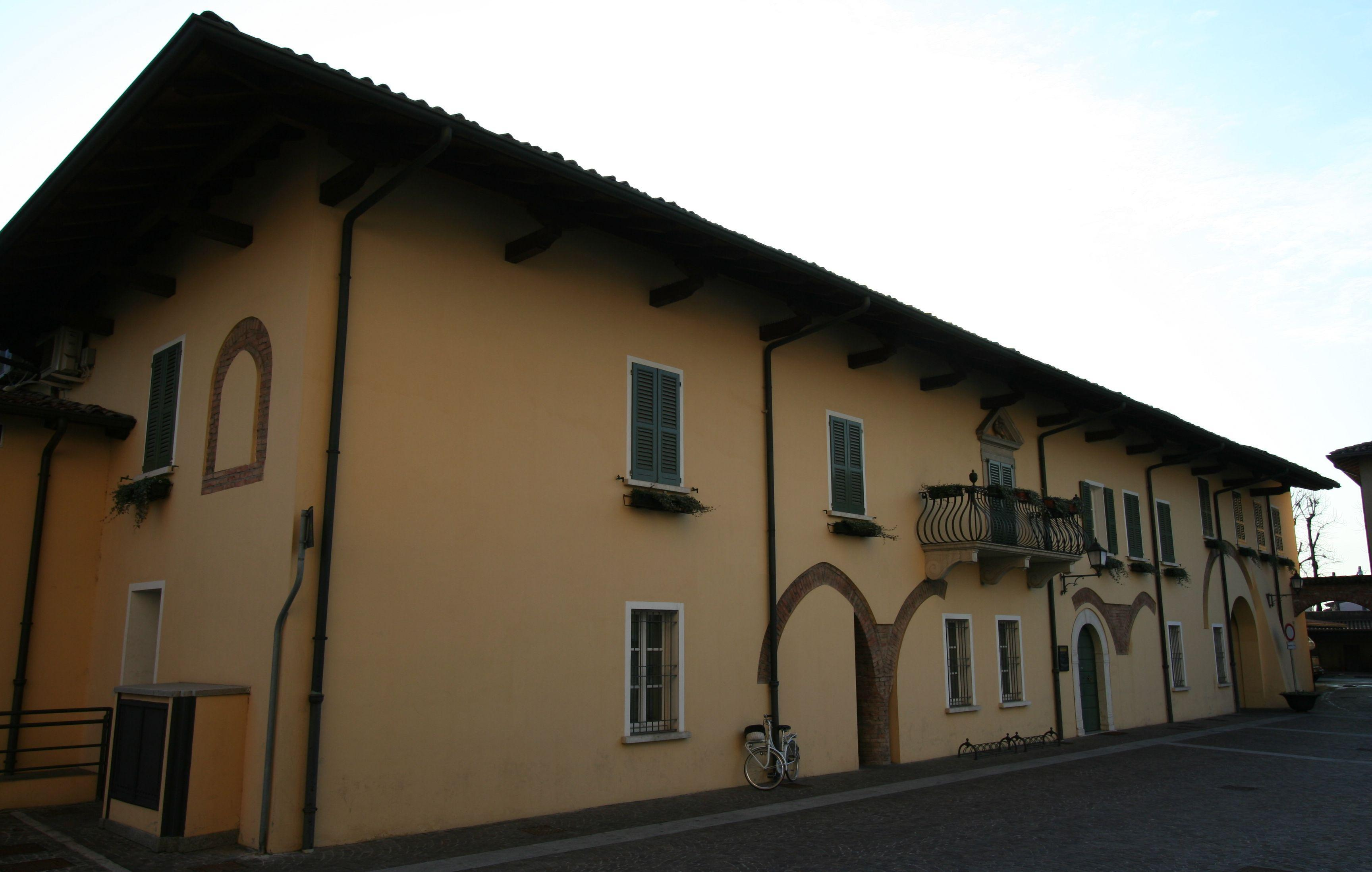
Il lato meridionale del palazzo comunale che si affaccia sulla parrocchiale

Il castello, nel corso del XIV secolo, comprendeva al suo interno l'antica pieve trecentesca che fungeva da parrocchiale, il palazzo comunale trecentesco, costruito a ridosso della porta meridionale del castello stesso, e le modeste case che per prime sorsero nel nucleo abitativo originario; a mattina (meridione) della chiesa si trovava peraltro un sagrato, ossia una piccola necropoli con un'ampia copertura sostenuta da quattro pilastri, tre dei quali sono visibili nel catasto napoleonico del 1810, e che spesso ospitava riunioni all'aperto. I restauri tenutisi tra il 1980 ed il 1982 del palazzo del comune, hanno riportato alla luce la struttura dell'antico broletto, risalente probabilmente ai primi anni del XV secolo. Annessa alla casa municipale e nei pressi della parrocchiale, vi era l'antica chiesa del Suffragio dei Morti in castello che fu abbandonata a ridosso dell'Ottocento; fu acquistata dal comune che la adibì a sede dell'archivio, mentre degli anni Ottanta, a seguito dei restauri, funge da ingresso per la sala consiliare del comune.
La facciata posteriore del palazzo comunale, che si affaccia sulla parrocchiale, era anticamente costituita da un portico di cinque campate ogivali in cotto, così come le colonne dai capitelli a forma cubica; i paramenti dovettero essere anch'essi in cotto, sebbene i successivi interventi di "restauro" ne abbiano intaccato la superficie. Era proprio in questo edificio, ispirato agli antichi broletti lombardi, che si svolgevano le riunioni della locale vicinia, a partire dal 1366: a seguito della sua istituzione, e presieduta in Ghedi, questo nuovo organismo tendeva a riunirsi nella sala grande del palazzo comunale, nel piano nobile. Per tutto il XV secolo, comunque, il consiglio comunale siglò i vari contratti civili in svariati luoghi del castello e del palazzo comunale stesso, soprattutto presso il banco in cui i sindaci svolgevano i loro incarichi e che era situato anch'esso nei pressi della porta meridionale del castello.
Talune occasioni tuttavia richiedevano che i documenti del caso fossero siglati in strutture adatte, cioè nell'elegante palazzo comunale; nel 1467, per esempio, un atto venne siglato in una sala al piano terra dell'edificio, dotata peraltro di camino. La sala principale del palazzo comunale fu anch'essa utilizzata in più situazioni e per la firma di instrumenta venditionis, così come il portico del pian terreno che si affacciava sulla piazzetta della parrocchiale, il "revolto", oggi sigillato. È solo a partire dal XVI secolo, tuttavia, che venne effettivamente creato un ufficio di cancelleria per il comune, probabilmente sito nei pressi del ponte levatoio inferiore del castello: tale sede verrà in seguito o spostata o quantomeno rinnovata, visto che gli accordi successivi vengono firmati:"in cancellaria nova comunis Gaydi".

### Fonti antiche
- Baldassarre Zamboni, Relazione del solenne ingresso del Reverendissimo Signor Arciprete e Vicario Foraneo don Giuseppe Tedoldi, fatto in Ghedi il dì 13 maggio 1770, Brescia.
- Federico Odorici, Storie bresciane dai primi tempi sino all'età nostra, VI, Brescia, 1856, OCLC 311620777, SBN PUV0553667.
- Jacopo Melga, Cronaca, in Cronache bresciane inedite, I, Brescia, 1925.
- Cristoforo da Soldo, La Cronaca di Cristoforo da Soldo, in Rerum Italicarum Scriptores.
- Marino Sanuto, I Diarii di Marino Sanuto, a cura di Rinaldo Fulin, Federico Stefani, Niccolò Barozzi, Guglielmo Berchet e Marco Allegri, Venezia, 1879-1902.
- Giovanni da Lezze, Catastico bresciano, a cura di C. Boselli, Brescia, 1973  [1609].

### Fonti moderne
- Angelo Bonini, Ghedi, un paese nato intorno alla sua piazza, Ghedi-Brescia, Cassa rurale ed artigiana dell'Agro Bresciano – Tipolitografia Queriniana, 1987, OCLC 878102404, SBN CFI0098168.
- Antonio Fappani (a cura di), Castelli, in Enciclopedia bresciana, vol. 2, Brescia, La Voce del Popolo, 1974, OCLC 163181903, SBN MIL0272986.
- Antonio Fappani (a cura di), Ghedi (2), in Enciclopedia bresciana, vol. 5, Brescia, La Voce del Popolo, 1982, OCLC 163181971, SBN MIL0272993.